# Euptychia viviana
Euptychia viviana är en fjärilsart som beskrevs av Jean Romieux 1927. Euptychia viviana ingår i släktet Euptychia och familjen praktfjärilar. Inga underarter finns listade i Catalogue of Life.